# Bombus hyperboreus
Espèce
Bombus hyperboreus est une espèce de bourdons arctique. Il fait partie du sous-genre Alpinobombus.
Il peut être trouvé au Canada, au Groenland, en Alaska et au nord de la Scandinavie et de la Russie. 
Il parasite le nid d'autres espèces de bourdons, notamment le Bombus polaris. 